# Forgács Péter (színművész)
Forgács Péter (Eger, 1957. október 13. –) Jászai Mari-díjas magyar színész, zenész, rendező, szinkronszínész és érdemes művész. 2011–2021 között a Győri Nemzeti Színház igazgatója.

## Élete és pályafutása
Édesapja Forgács Tibor, fiához hasonlóan (Jászai Mari-díjas) színész és zenész volt.
1981-ben végzett a Színház- és Filmművészeti Egyetemen, játszott a Nemzeti Színházban, a Thália Színházban, az Operettszínházban. A Győri Nemzeti Színházban színész és rendező is, 2007–2008 és 2011–2021 között a színház igazgatója.
Forgács Péter a legtöbbet szinkronizáló színészek egyike, közel ötszáz filmben négyszázötven szerepet szinkronizált. David Hasselhoffnak huszonegyszer kölcsönzött magyar hangot (Knight Rider, Baywatch), de ő szinkronizálta Gil Grissom, (William L. Petersen) hangját is a CSI: A helyszínelők című sorozatban. Szinkronlistáján több alkalommal találkozhatunk Ralph Fiennes, Ray Liotta és Tom Hanks nevével is.
A művész életében – neveltetése okán is – nagy szerepet játszik a zene. Főiskolás társaival, egy – a Nemzeti Színházban tartott – Illés-együttes koncert hatására megalapították a Színészzenekart. Az alapítók, további névsora: Bubik István, Dunai Tamás, Gesztesi Károly, Makrai Pál, Sasvári Sándor, Sipos András.
Tevékeny részese a megújuló magyar musical színjátszásnak. Egyik főszereplője az Iglódi István által rendezett, 1980-ban bemutatott, főiskolás vizsgaelőadásnak, a West Side Story-nak. Találkozhatunk nevével a felújított Sakk illetve az Elizabeth magyarországi ősbemutatójának főszereplői között is.

## Színházi munkáiból
A Színházi adattárban regisztrált bemutatóinak száma: színész-103, rendező-?; ugyanitt kilenc színházi felvételen is látható.

### Színészként
- Szakonyi Károly: Adáshiba (Dönci) (Karinthy Színház, 1994)
- Munkácsi Miklós: Mindhalálig Beatles (Paja) (Thália Színház, 1988)

### Rendezőként
- Szakonyi Károly: Adáshiba (Győri Nemzeti Színház, 2004)

## Szinkronhangok
| - Jurassic Park: Lewis Dodgson – Cameron Thor - Jurassic World: Világuralom: Lewis Dodgson – Campbell Scott - Harry Potter: Voldemort – Ralph Fiennes - A titánok haragja: Hádész – Ralph Fiennes - A titánok harca: Hádész – Ralph Fiennes - A bombák földjén: csapatvezető – Ralph Fiennes - Spectre – A Fantom visszatér: Gareth Mallory – Ralph Fiennes - Nincs idő meghalni: Gareth Mallory – Ralph Fiennes - Erőszakik: Harry – Ralph Fiennes - Az elszánt diplomata: Justin Quayle – Ralph Fiennes - Schindler listája: Amon Göth – Ralph Fiennes - Nanny McPhee és a nagy bumm: Lord Gray – Ralph Fiennes - Knight Rider: Michael Knight – David Hasselhoff - Texas királyai: Hank Hill – Mike Judge - Transformers: A bukottak bosszúja: Colan professzor – Rainn Wilson - A nagy svindli: Peter Burke – Tim DeKay - Némó kapitány – Ned Land (Kirk Douglas) - Királyi harc a Napért – Martin, Francisco Pizarro titkára (Leonard Whiting) - Féktelen harag: A Könyvelő – William Fichtner - Haláli fegyver: Jack Colt – Emilio Estevez - Rés a pajzson: Riley Hale – Christian Slater - Anya és a szerelem: Darren – Daniel Craig - 2012 (film): Jackson Curtis – John Cusack - Összekutyulva: Dr. Kozak – Robert Downey Jr. - A király nevében: Gallian – Ray Liotta - Penge 2.: Nomak – Luke Goss - A szállító 3.: Johnson – Robert Knepper - A hihetetlen Hulk: Emil Blonnsky – Tim Roth - Eragon: Galbatorix – John Malkovich - Faterok motoron: Doug Madsen – Tim Allen - Mindörökké Batman: Bruce Wayne/Batman – Val Kilmer - Az 57-es utas: John Cutter – Wesley Snipes - A nagy csapat: Willie Mays Hayes – Wesley Snipes - A szikla: Tom Baxter őrnagy – David Morse - Horrora akadva 4: Tom Ryan – Craig Bierko - Több mint testőr: Sy Spector – Gary Kemp - Thor: Sötét világ: Malekith – Christopher Eccleston - Az utolsó piszkos tánc: Travis MacPhearson – Patrick Swayze - Robin Hood, a tolvajok fejedelme: Nottinghami bíró – Alan Rickman - A szerencse zsoldosai: Jimmy – Samuel L. Jackson - Mennyei királyság: IV. Baldwin – Edward Norton - Silent Hill 3: – Vincent Smith Clifford Rippel (játék) - A Da Vinci-kód (film): Silas – Paul Bettany - A pap: Priest – Paul Bettany | - Tűzfal: Bill Cox – Paul Bettany - Örökké búcsúzunk: David Bradley – Tom Hanks - A szerelem hullámhosszán: Sam Baldwin – Tom Hanks - Philadelphia – Az érinthetetlen: Andrew Beckett – Tom Hanks - A szerelem hálójában: Joe Fox – Tom Hanks - A kárhozat útja: Michael Sullivan – Tom Hanks - Az elit alakulat: brit tiszt – Tom Hanks - Távkapcs: Michael főnöke – David Hasselhoff - Halálos átverés: Dan Morrison – David Hasselhoff - Szökevény futam: Clint – David Hasselhoff - Shaka Zulu: Mungo Prentice – David Hasselhoff - Anaconda 3. – Az ivadék – Hammett – David Hasselhoff - Knight Rider (film) – Michael Knight – David Hasselhoff - Született pusztító – Samuel Axel – Steven Seagal - Az árnyékember – Jack Foster – Steven Seagal - Támadóerő – Marshall Lawson – Steven Seagal - Tisztitótűz – Jack Cole – Steven Seagal - Lángoló Jég – Forrest Tamp – Steven Seagal - Másnaposok – Stu Price – Ed Helms - Másnaposok 2. – Stu Price – Ed Helms - Másnaposok 3. – Stu Price – Ed Helms - Vakáció – Russel Griswold – Ed Helms - Családi üzelmek – Brad Gurdlinger – Ed Helms - Felelősségünk teljes tudatában – Eddy Otis – Kevin Spacey - Vasakarat – Eddy Otis – Kevin Spacey - Közönséges bűnözök Roger Kint – Kevin Spacey - Edison – Levon Wallace – Kevin Spacey - Superman visszatér – Lex Luthor – Kevin Spacey - Bobby Kennedy – A végzetes nap: Daryl Timmons – Christian Slater - Árnyék nélkül 2.: Michael Griffin – Christian Slater - Keleti igazságosztó: Robert Diggs – Christian Slater - Gyilkos tánc: Mikhail Gutseriev – Christian Slater - Amnézia: Dr. Nasch – Mark Strong - Őrjítő Vágy – Michael Carr – Kurt Russell - Holtak Hajnala – Steve Marcus – Ty Burell - A Köd – David Drayton – Thomas Jane - Vatel – Fülöp orléans-i herceg – Murray Lachlan Young - Hannibal – Paul Krendler – Ray Liotta - Cop Land – Gary Figgis – Ray Liotta - Arachnophobia – Jerry Manley – Mark L. Taylor - Ki vagy, doki? (Az elkárhozottak utazása) – Rickston Slade – Gray O'Brien - Mavi szerelme: Ali Göreçki – Emrah Erdoğan - A Mandalóri: Valin Hess – Richard Brake - Andor: Linus Mosk őrmester – Alex Ferns - Taxisofőr: Tom – Albert Brooks |

## Filmográfia

### Film
| Év   | Cím                                                | Szerep     | Megjegyzés               |
| ---- | -------------------------------------------------- | ---------- | ------------------------ |
| 1981 | Boldogtalan kalap                                  |            |                          |
| 1988 | Eldorádó                                           | Önmaga     | mint Forgách Péter       |
| 1992 | Európa kemping                                     | Motoros 2# |                          |
| 1992 | Vörös vurstli                                      |            |                          |
| 1998 | Az örvény                                          | Önmaga     | Narrátor; Dokumentumfilm |
| 2005 | El Perro Negro: Stories from the Spanish Civil War | Önmaga     | Narrátor; Dokumentumfilm |
| 2007 | 56 csepp vér                                       | Örnagy     | Előadó: "Esküvő"         |

### Televízió

#### Sorozat és film
| Év                | Cím                | Szerep                | Megjegyzés                                                       |
| ----------------- | ------------------ | --------------------- | ---------------------------------------------------------------- |
| 1978              | Zokogó majom       |                       | Vendég; Epizód: 1. évad 4. rész; Minisorozat; mint Forgách Péter |
| 1980              | Vereség            |                       | Televíziós film                                                  |
| Szerelmem Elektra |                    | Televíziós film       |                                                                  |
| 1982              | Víkendszerelem     |                       | Televíziós film                                                  |
| 1983              | Oedipus Kolonosban | kórustag              | Televíziós film                                                  |
| 1984              | A zalameai bíró    |                       | Televíziós film                                                  |
| 1984              | Különös házasság   |                       | Vendég; Epizód: 1. évad 4. rész                                  |
| 1985              | Alkony             |                       | Televíziós film                                                  |
| 1987              | Nyolc évszak       | Zoli                  | Vendég; Epizód: 1. évad 2. rész; Minisorozat                     |
| 1987              | T.I.R.             | Verekedő              | Vendég; Epizód: Vészhelyzet                                      |
| 1989              | Zenés TV Színház   | Rosenstock (énekhang) | Vendég; Epizód: Alpesi történet                                  |
| 1992              | Kutyakomédiák      |                       | Vendég; Epizód: A bosszúálló                                     |
| 1993              | Kisváros           | Emberrabló            | Vendég; 2 epizód; mint Forgách Péter                             |
| 1993–1994         | Öregberény         |                       | Vendég; 2 epizód                                                 |
| 2002              | Limonádé           |                       | Vendég; 1 epizód                                                 |
| 2003–2004, 2010   | Barátok közt       | Szentmihályi Gábor    | Fő (2003–2004); Vendég (2010); 25 epizód; mint Forgách Péter     |
| 2021              | Szájhős.tv         | Péterffy              | Rendező is; Televíziós film; Utómunka                            |
| 2022              | Jóban Rosszban     | Zemplényi József      | Vendég; 2 epizód                                                 |

#### Műsor
| Év   | Cím                      | Szerepkör | Csatorna | Megjegyzés                      |
| ---- | ------------------------ | --------- | -------- | ------------------------------- |
| 2007 | RTL Híradó               | szereplő  | RTL Klub | Vendég; Epizód: 2007. AUG. 22.  |
| 2013 | Mokka                    | szereplő  | TV2      | Vendég; Epizód: 2013.05.17.     |
| 2014 | Magyarország, szeretlek! | játékos   | M1       | Vendég; Epizód: 5. évad 4. rész |
| 2014 | Start Plusz              | szereplő  | ATV      | Vendég; Epizód: 2015. júl. 10.  |
| 2020 | Fókusz                   | szereplő  | RTL Klub | Vendég; Epizód: 2020. MÁJ. 22.  |
| 2021 | Paletta                  | szereplő  | Hír TV   | Vendég; Epizód: 2021-01-25      |

## Hang és kép
- Valahol Európában – Rend legyen
- Nyomorultak – Csillagok
- Miss Saigon – Amerikai álom

## Díjai, elismerései
- eMeRTon-díj (1992, 1998)
- Kisfaludy-díj (2005)
- Jászai Mari-díj (2006)
- Érdemes művész (2017)